# Cezary Grabarczyk

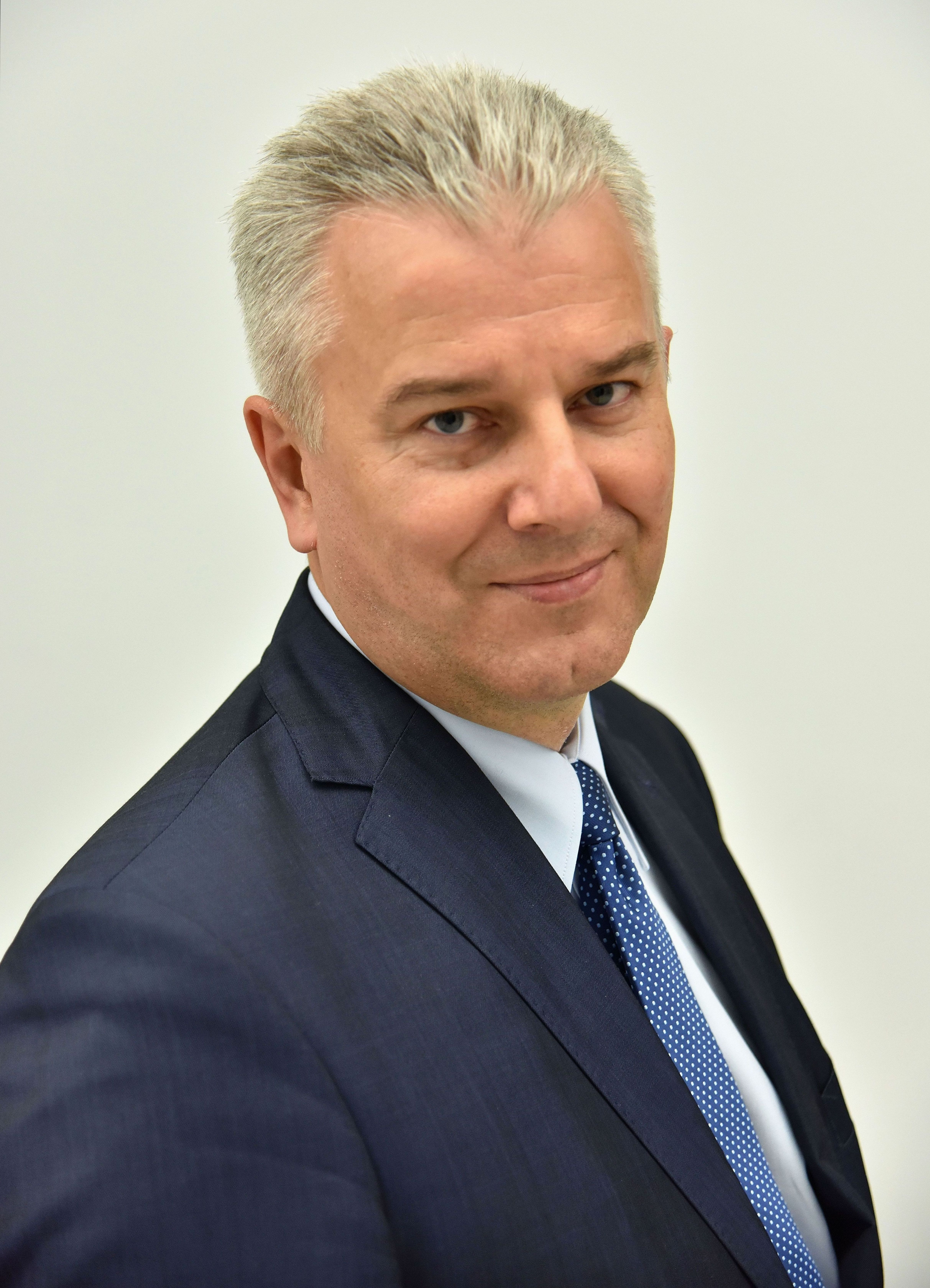
Cezary Grabarczyk

Cezary Stanisław Grabarczyk (* 26. April 1960 in Łódź) ist ein polnischer Politiker (UPR, KLD, UW, PO). Von 2007 bis 2011 war er Infrastrukturminister im Kabinett Tusk I, zwischen 2011 und 2014 einer der Vizemarschälle (Vizepräsidenten) des Sejm und zwischen 2014 und 2015 Justizminister im Kabinett Kopacz. Er gehörte von 2001 bis 2023 dem Sejm in dessen IV., V., VI., VII., VIII. und IX. Wahlperiode an.

## Leben und Beruf
Cezary Grabarczyk besuchte das IV. allgemeine Gymnasium „Emilia Sczaniecka“ in Łódź und war von 1967 bis 1983 Mitglied der polnischen Pfadfinderorganisation Związek Harcerstwa Polskiego. 1984 schloss er sein Rechts- und Verwaltungsstudium an der Universität Łódź ab und erhielt danach die Zulassung zur Anwaltstätigkeit in der Stadt. Von 1984 bis 1987 war er leitender Angestellter der staatlichen Sozialversicherung in Łódź. 1987 wurde er Inspektor der Wohnungsgesellschaft des Stadtteils Bałuty in Łódź. 1989 absolvierte er ein Praktikum in einer Anwaltskanzlei. 1988 bis 1996 war er Assistent am Lehrstuhl für Verfassungsrecht der Universität Łódź. Vom 3. April 1998 bis zum 23. März 1999 arbeitete er im Urząd Zamówień Publicznych (Öffentliches Beschaffungsamt) in Warschau.
Cezary Grabarczyk ist verheiratet und hat zwei Kinder.

## Politik
Von 1980 bis 1984 engagierte Grabarczyk sich im oppositionellen Unabhängigen Studentenverband. 1990 wurde er Leiter der Region Łódź innerhalb der Unia Polityki Realnej (UPR) von Lech Pruchno-Wróblewski. Anfang der 1990er Jahre trat er dem Kongres Liberalno-Demokratyczny (KLD) bei, dessen Präsidium er angehörte. Bei der Wahl 1993 kandidierte er für den KLD, der jedoch an der neu eingeführten 5-%-Hürde scheiterte. Durch die Fusion der KLD mit der Unia Demokratyczna kam er 1994 zur Unia Wolności (UW) und blieb bis 2001 deren Mitglied. Im März 1999 wurde er Vizewojewode der neu gebildeten Wojewodschaft Łódź und blieb dies bis zum 7. März 2001. Im Januar 2001 wurde er Mitglied der Platforma Obywatelska (PO). Für diese zog er 2001 in den polnischen Sejm ein. Bei der Parlamentswahl in Polen 2005 erhielt er wieder einen Sitz im Sejm und wurde Vorsitzender der Kommission für Gerechtigkeit und Menschenrechte. Weiterhin war er Mitglied der Kommission für nationale Verteidigung sowie der Kommission für Außergewöhnliches. In diese Zeit fällt auch sein Engagement für den Bau eines Flughafens bei Lublin, der Schnellstraße S8 und einer Umgehungsstraße für Wieluń.
Im Jahr 2006 wurde er Vorsitzender der PO für die Wojewodschaft Łódź. Bei der vorgezogenen Parlamentswahl in Polen 2007 errang er wiederum einen Sitz im Parlament und wurde von Donald Tusk in seinem ersten Kabinett zum Minister für Infrastruktur ernannt. Nach der Parlamentswahl 2011 wurde er zu einem der Parlamentsvizepräsidenten gewählt und kehrte nicht in die Regierung zurück. Im Kabinett Kopacz übernahm er am 22. September 2014 das Amt des Justizministers, seine Nachfolgerin als Vizemarschall wurde Elżbieta Radziszewska. Am 30. April 2015 wurde Grabarczyk als Minister abberufen. Auch 2011, 2015 und 2019 wurde er erneut in das Parlament gewählt. Von 2013 bis 2016 war er stellvertretender Vorsitzender der PO. Bei der Parlamentswahl 2023 kandidierte er nicht erneut und schied aus dem Sejm aus.